# Битката за Москва (филм)
„Битката за Москва“ (на чешки: Boj o Moskvu; на немски: Schlacht um Moskau; на виетнамски: Cuộc chiến ở Moskva) е филмов епос на Юрий Озеров, посветен на началния период на Великата отечествена война (събитията от 1941 г.). Състои се от два широкоформатни филма, заснети съвместно от режисьори от СССР и Чехословакия, с участието на ГДР и Виетнам.
При създаването на сценария са използвани документални материали и мемоари на Георгий Жуков „Спомени и размишления“.
Епичните филми възпроизвеждат с хроникална точност основните битки от Великата отечествена война – първата героична съпротива на Червената армия в Брестката крепост и първото голямо поражение на Адолф Хитлер – поражението на германските войски край Москва. В тях няма измислени персонажи, а само реални хора с реални биографии.

## Първи филм („Агресия“)
Филмът описва събитията, случили се в Европа, Азия и на територията на СССР в навечерието и в началото на Великата отечествена война. Германия се готви за нападение срещу Съветския съюз, за което редица офицери от съветското разузнаване докладват на Москва. Отказвайки да изпълни заповедта на Центъра да се върне в Москва, съветският разузнавач Рихард Зорге продължава да работи в Япония и съобщава истинската дата на нападението на Германия срещу СССР. Йосиф Сталин обаче не се доверява на всички тези съобщения, което води до фатална грешка и огромни поражения и загуби. Става очевидно, че началникът на Генералния щаб на Червената армия Георгий Жуков е прав, като предупреждава за грешни изчисления в подготовката за война. Дадена е обширна картина на мащабните битки от началото на войната (битките при Брест, танковата битка при Дубно, защитата на Могильов, битката при Смоленск).
Представени във филма битки:
- Отбраната на Брестката крепост
- Танкова битка край Дубно
- Отбраната на Могильов
- Битката при Смоленск
- Защита на Киев

## Филм втори („Тайфун“)
Филмът обхваща събития от момента, в който германското командване започва да разработва операцията за превземане на Москва, до основните сражения от битката за Москва. Рихард Зорге отново съобщава вярната информация, че Япония няма да започне военни действия срещу СССР до края на 1941 г. и в началото на 1942 г., което спасява страната от изтощителна война на два фронта. За Зорге предаването на тази информация се оказва фатално – предавателят е открит от японското контраразузнаване, след което той е арестуван и осъден на смърт. Но Москва вече се е вслушала в този доклад. Сталин без особен риск премества 26 лични, добре обучени далекоизточни дивизии от източните граници на страната и ги прехвърля на Западния фронт, близо до Москва, като по този начин предотвратява залавянето му от Вермахта. Героизмът на обикновените съветски граждани, както военни, така и опълченци, прави възможно изтласкването на германските войски от покрайнините на Москва. Показани са мащабни кадри от отбранителни битки (включително подвизите на кадетите от Подолск и 28 панфиловци) и контранастъплението на съветските войски. Показани са също историческият тържествен парад, посветен на 24-тата годишнина от Октомврийската революция, проведен на 6 ноември в Маяковская, и историческият Парад на Червения площад на 7 ноември 1941 г. на 7 ноември 1941 г., както и началото на контранастъплението на съветските войски близо до Москва (5 декември 1941 г. – 7 януари 1942 г.) по време на битката при Москва (30 септември 1941 г. – 20 април 1942 г.).
В края на филма Москва е показана в началото на Перестройката – средата на 80-те години.

## Актьорски състав
| Изпълнител       | Роля                          |
| ---------------- | ----------------------------- |
| Ахим Петри       | Адолф Хитлер                  |
| Михаил Улянов    | Георгий Жуков                 |
| Юрий Яковлев     | командир на корпуса Петровски |
| Вячеслав Тихонов | диктор                        |